# Valentin Ceccaldi

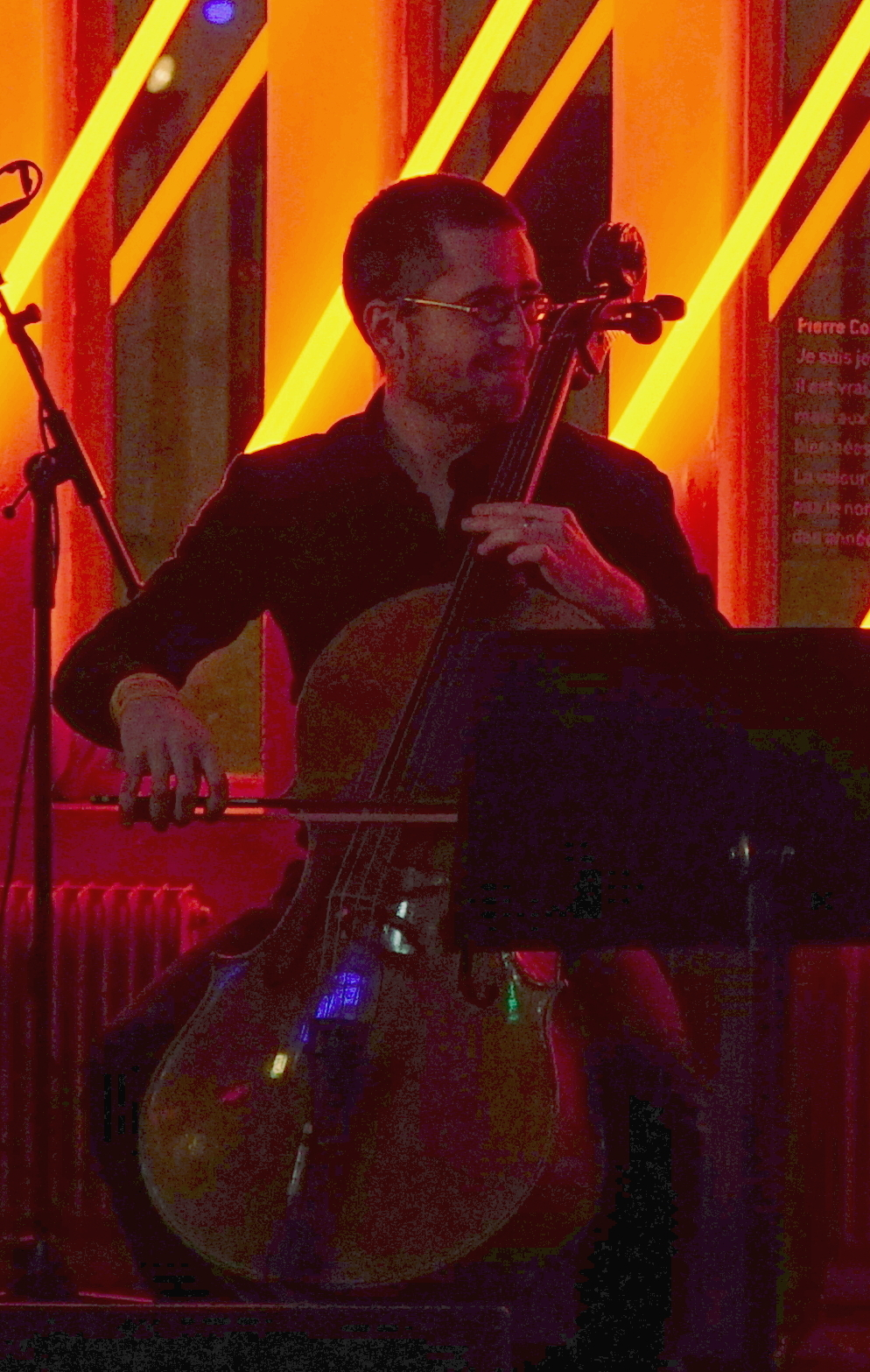
Valentin Ceccaldi (2016)

Valentin Ceccaldi (* 3. Februar 1989 in Pithiviers) ist ein französischer Jazzmusiker (Cello, Komposition).

## Leben und Wirken
Ceccaldi stammt aus einer Musikerfamilie; sein Vater war Lehrer an der örtlichen Musikschule und Geiger, der vornehmlich traditionelle Folklore spielte. Ebenso wie sein älterer Bruder Théo lernte er erst Schlagzeug, bevor er sich für ein Streichinstrument entschied. In der Musikschule seines Vaters begann er bereits in jungen Jahren mit dem Musikunterricht; zudem hatte er die Gelegenheit, bei Raphaële Semezis, Florian Lauridon, Joëlle Léandre, Vincent Courtois, Elise Dabrowski, Contessa Pascal, PRINT und Stevan Kovacs Tickmayer zu studieren.
Ceccaldi tritt regelmäßig mit Marcel & Solange (dritter Gruppenpreis beim Wettbewerb von La Défense 2011) auf, aber auch im Théo Ceccaldi Trio (Gewinner bei Tremplin Orleans 2011), bei Walabix (Gewinner bei Tremplin Orléans 2009) und im Médéric Collignon Quartet + Strings (Projekt um die Musik von King Crimson), im Eric Amrofel Trio, im Duo Fil mit Leïla Martial und mit Durio Zibethinus.  2010 war er Mitbegründer von Les bâtisseurs de ponts, einer Gruppe von improvisierenden Musikern aus Orléans. Weiterhin leitet er die Gruppe Toons.

## Diskographische Hinweise
- Théo Ceccaldi: Carrousel (Ayler Records, 2013)
- Théo Ceccaldi, Roberto Negro, Valentin Ceccaldi, Adrien Chennebault: La Scala (Ayler, 2014)
- Hermia / Ceccaldi / Darrifourcq: God at the Casino (Babel, 2015)
- Marcelo dos Reis | Luís Vicente | Théo Ceccaldi | Valentin Ceccaldi: Chamber 4 (FMR Records, 2015)
- Alexandra Grimal, Benjamin Duboc, Valentin Ceccaldi: Bambú (Ayler, 2017)
- Ronny Graupe | Théo Ceccaldi | Valentin Ceccaldi | Christian Lillinger: qöölp (BMC, 2019)[2]
- Leïla Martial & Valentin Ceccaldi: Le jardin des délices (BMC Records 2023)[3]

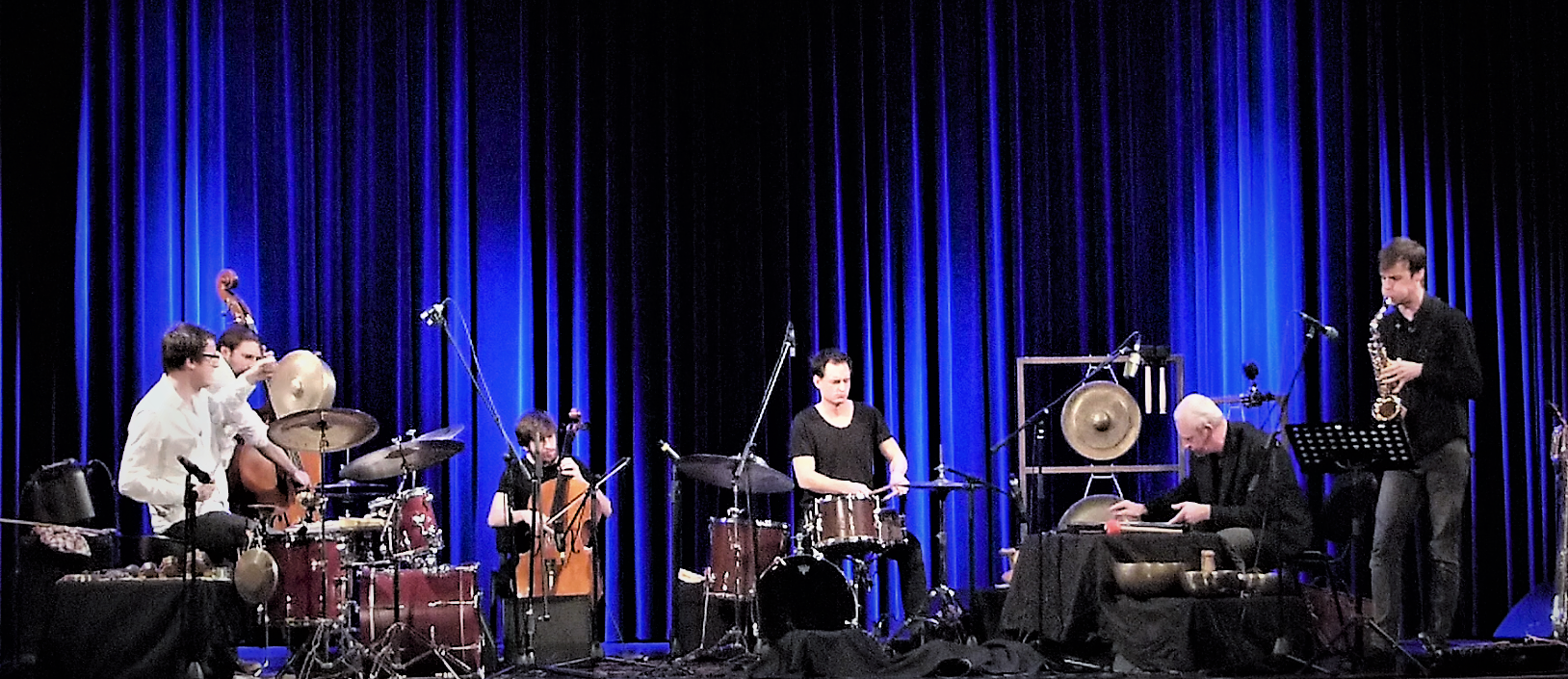
Valentin Ceccaldi (3. von links) mit der Akosh S. New Unit (2017)

- MILESDAVISQUINTETORCHESTRA!: Stretchin’ With (2024)